# Connellia
Connellia là một chi thực vật có hoa trong họ Bromeliaceae.